# Freeduc-CD
Freeduc-CD fu una distribuzione derivata da Knoppix dedicata al mondo della scuola.

## Caratteristiche
Conteneva decine di applicativi, selezionati per scopi didattici col contributo dell'UNESCO e del progetto OFSET (Organization for Free Software in Education and Teaching).
Il nome Freeduc-CD deriva dal fatto che fosse utilizzabile tramite live CD, ovvero senza installazione.

## Storia
- Versione 1.4.1 del 08/11/2003 è dedicata alla scuola primaria e secondaria.
- Versione 1.5.0 del 04/05/2005 è dedicata alla scuola primaria.
- Versione 1.6.0 del 21/05/2005 è dedicata ai giochi.
- Versione 1.7.0 del 19/07/2007 è dedicata alla fisica e chimica, (solo in francese).